# John Paget
John Paget (n. 18 aprilie 1808, Loughborough, Anglia, Regatul Unit al Marii Britanii și Irlandei – d. 10 aprilie 1892, Câmpia Turzii, Cluj, Austro-Ungaria) a fost un agricultor englez și autor de lucrări de memorialistică, care a trăit cea mai mare parte a vieții în Ungaria.

## Biografie
Paget s-a născut în Loughborough, ca fiu al lui John Paget și Anne Hunt. Și-a început studiile în Manchester, a urmat Colegiul Unitarian din York, iar apoi a făcut studii de medicină. A călătorit mult în Europa. S-a căsătorit baroneasa maghiară Polixena Wesselényi, soția divorțată a baronului Ladislaus Banffy, la 15 noiembrie 1836.
Paget a trăit pe proprietatea soției sale din Transilvania, experimentând metode de dezvoltare a agriculturii. În memoriile sale a povestit cum a încercat să amelioreze o rasă de vaci și a organizat campanii pentru îmbunătățirea agriculturii. Jurnalul său, alcătuit din șase volume, se află în Muzeul Național al Ungariei. Volumele 1-5 conțin observații asupra istoriei naturale din Europa. Volumul 6 cuprinde note din Revoluția Maghiară din 1848, la care Paget a luat parte.
John Paget a scris lucrarea „Ungaria și Transilvania, cu considerații asupra situației lor”, publicată în 1839.
După Expoziția Universală de la Paris din 1878 a fost decorat cu Crucea Legiunii de Onoare.
În anul 1839 s-a stabilit în satul Ghiriș-Arieș (azi Câmpia Turzii) din Ardeal. Aici transformă moșia soției - unde își ridică conacul în stil englez - după modelul latifundiilor din Anglia. În 1848 participă și el activ la revoluția maghiară anti-habsburgică, sub comanda lui Józef Bem. Multe inovații agricole au fost introduse de John Paget pe moșia sa în deceniile 5-8 din secolul XIX. Adoptă metode si tehnici noi, moderne, ale exploatării raționale a terenurilor, utilizează mașini agricole importate din Anglia, efectuează lucrări de împădurire, sădește soiuri noi de pomi fructiferi si de viță de vie. S-a ocupat intens și de creșterea și intreținerea cailor de rasă. În 1847 i s-a acordat cetățenia maghiară. S-a stins din viață în 1892 la Ghiriș-Arieș (Câmpia Turzii) și a fost înmormântat la Cluj, așa cum își dorise.